# Liste des territoires du Saint-Empire (A)
 (janvier 2024).
Si vous disposez d'ouvrages ou d'articles de référence ou si vous connaissez des sites web de qualité traitant du thème abordé ici, merci de compléter l'article en donnant les références utiles à sa vérifiabilité et en les liant à la section « Notes et références ».

Evolution du territoire du Saint-Empire (962-1806).

Ci-dessous la liste des états du Saint-Empire romain germanique commençant par la lettre A. Le tableau présente, de gauche à droite :
1. Le blason du territoire lorsqu'il est présent.
2. Le nom (francisé) du territoire.
3. Le statut du territoire (notamment, s'il bénéficie de l'immédiateté impériale ou le cas échéant son suzerain local).
4. Le type de territoire (voir la section Organisation).
5. Ses dates d'appartenance au Saint-Empire.
6. Le cercle impérial auquel il appartient et la date de son intégration.
7. Son siège à la Diète d'Empire.
8. Le ou les entité(s) qui lui a/ont précédé(s).
9. Le ou les entité(s) qui lui a/ont succédé(s).
10. Les pays et subdivisions (Länder allemands et autrichiens, provinces néerlandaises et belges, départements français, cantons suisses etc.) d'aujourd'hui qui recouvrent tout ou une partie de l'ancien territoire impérial.

## Liste des territoires du Saint-Empire (A)
| Blason                            | Territoire                   | Statut                                                                                      | Type                                   | Dates               | Cercle                                               | Banc                                                                         | Entité(s) précédente(s) | Entité(s) suivante(s) | Pays actuel(s) et subdivision(s) |
| --------------------------------- | ---------------------------- | ------------------------------------------------------------------------------------------- | -------------------------------------- | ------------------- | ---------------------------------------------------- | ---------------------------------------------------------------------------- | --- | --- | --- |
|                                   | Aarberg (Aarburg)            | Immédiateté impériale                                                                       | Comté                                  | 1218-1367           |                                                      |                                                                              | | Suisse (canton de Berne) | Suisse (canton de Berne) |
|                                   | Aalen                        | Immédiateté impériale                                                                       | Ville d'Empire                         | 1360-1802           | Souabe (1500)                                        | Banc souabe du Collège des villes libres d'Empire                            | Comté d'Oettingen | Electorat de Wurtemberg | Bade-Wurtemberg |
|                                   | Abensberg-Traun              |                                                                                             | Seigneurie                             | 1114-1563           |                                                      |                                                                              | Famille noble de Traungau | Comté impérial d'Abensberg et Traun | Haute-Autriche |
| Immédiateté impériale             | Abensberg-Traun              | Comté impérial                                                                              | 1564-?                                 | Souabe              | Collège impérial des comtes souabe (1656)            |                                                                              | | | Haute-Autriche |
|                                   | Achalm                       | Immédiateté impériale                                                                       | Comté                                  | Xe/XIe-1250         | Souabe                                               | Banc des comtes de Souabe du Collège des Princes                             | | Famillles nobles de Zähringer , Gammertinger et Neuffen-Sulmetinger | Bade-Wurtemberg |
|                                   | Aichen                       | Immédiateté impériale                                                                       | Seigneurie                             | 1666-?              | Bas-Rhin-Westphalie                                  |                                                                              | Comté de la Marck | | Bavière |
|                                   | Aix-la-Chapelle              | Immédiateté impériale                                                                       | Ville libre d'Empire                   | XIIIe-1794          | Bas-Rhin-Westphalie                                  | Banc rhénan du Collège des villes libres d'Empire                            | Ville du Saint-Empire | Département de la Roer | Rhénanie-du-Nord-Westphalie |
|                                   | Albeck                       | Immédiateté impériale                                                                       | Seigneurie                             | 1081-1383           | HCI                                                  |                                                                              | Duché de Souabe | Ulm | Albeck (Bade-Wurtemberg) |
|                                   | Albon                        | Immédiateté impériale                                                                       | Comté                                  | v.1032-v.1142       | HCI                                                  |                                                                              | Comté de Vienne | Dauphiné de Viennois | France (Drôme) |
|                                   | Aldenbourg                   | Immédiateté impériale                                                                       | Seigneurie                             | 1646-1651           | HCI                                                  |                                                                              | Maison d'Oldenbourg | | Basse-Saxe, Gueldre (Pays-Bas) |
| Baronnie impériale                | Aldenbourg                   | Immédiateté impériale                                                                       | 1651-1663                              |                     | HCI                                                  |                                                                              | | | Basse-Saxe, Gueldre (Pays-Bas) |
| Comté impérial                    | Aldenbourg                   | Immédiateté impériale                                                                       | 1663-1738                              |                     | HCI                                                  |                                                                              | | | Basse-Saxe, Gueldre (Pays-Bas) |
| Comté impérial                    |                              | Immédiateté impériale                                                                       | Aldenbourg-Bentinck                    | 1738-1806           | HCI                                                  |                                                                              | Seigneurie de Kniphausen | | Basse-Saxe, Gueldre (Pays-Bas) |
|                                   | Aletzheim/Alesheim           | Immédiateté impériale                                                                       | Comté                                  | 1439-1697           | HCI                                                  |                                                                              | Seigneurie de Pappenheim | Comté de Pappenheim | Bavière |
|                                   | Alost                        | Immédiateté impériale                                                                       | Comté                                  | 1056-1165           | HCI                                                  |                                                                              | Pagus franc de Brabant | Comté de Flandre | Belgique |
|                                   | Alsace (Grand-Bailliage)     | Immédiateté impériale                                                                       | Bailliage impérial                     | 1273-1648           | Haut-Rhin                                            |                                                                              | Création | Royaume de France (province d'Alsace) | France (Bas-Rhin, Haut-Rhin) |
|                                   | Altena                       | Immédiateté impériale                                                                       | Comté                                  | 1161-1262           | HCI                                                  |                                                                              | Comté de Berg | Comté de La Marck | Rhénanie-du-Nord-Westphalie |
|                                   | Altena-Berg                  | Immédiateté impériale                                                                       | Comté                                  | 1180-1226           | HCI                                                  |                                                                              | Comté de Berg-Altena | Renommé : La Marck | Rhénanie-du-Nord-Westphalie |
|                                   | Altenbaumbourg               |                                                                                             | Comté                                  | 1253-1385           |                                                      |                                                                              | Baumbourg | Palatinat du Rhin | Bavière |
|                                   | Altena-Isembourg             |                                                                                             |                                        | 1180-1253           |                                                      |                                                                              | Berg-Altena | Renommé : Isembourg-Limbourg | |
|                                   | Altensteig                   |                                                                                             | Seigneurie                             | 1100-1603           |                                                      |                                                                              | | Duché de Wurtemberg | Bade-Wurtemberg |
|                                   | An der Etsch und             |                                                                                             | Bailliage de l'Ordre Teutonique        | 1260-1805           |                                                      |                                                                              | Principauté épiscopale de Trente | Comté de Tyrol | |
|                                   | Andechs                      |                                                                                             | Comté                                  | 1132-1180           |                                                      |                                                                              | | | |
|                                   | Andechs                      | Duché                                                                                       | 1180-1248                              |                     |                                                      | Duché de Bavière, principauté épiscopale de Bamberg, burgraviat de Nuremberg | Bavière | | |
|                                   | Andechs-Meran                |                                                                                             |                                        |                     |                                                      |                                                                              | | | |
|                                   | Andelfingen                  |                                                                                             | Seigneurie                             |                     |                                                      |                                                                              | | Suisse (Zurich) | Suisse (Zurich) |
|                                   | Andlau                       |                                                                                             | Seigneurie                             | Xe siècle-1680      |                                                      |                                                                              | Duché de Souabe | Royaume de France (province d'Alsace) | France (Bas-Rhin, Haut-Rhin) |
|                                   | Andlau                       |                                                                                             | Abbaye impériale                       | 1288-1680           | Haut-Rhin                                            |                                                                              | Création | Royaume de France (province d'Alsace) | France (Bas-Rhin) |
|                                   | Anhalt                       |                                                                                             | Seigneurie                             | 1173-1212           |                                                      |                                                                              | Duché de Saxe | | Saxe-Anhalt |
|                                   | Anhalt                       | Comté                                                                                       | 1212-1218                              |                     |                                                      |                                                                              | Duché de Saxe | | Saxe-Anhalt |
|                                   | Anhalt                       | Comté princier                                                                              | 1218-1252                              |                     |                                                      | A-A, A-B, A-K                                                                | Duché de Saxe | | Saxe-Anhalt |
| 1570-1603                         | Anhalt                       | Comté princier                                                                              |                                        |                     | Principauté d'Anhalt-Rosslau                         | A-B, A-D, A-K, A-P, A-Z                                                      | | | Saxe-Anhalt |
| Anhalt-Aschersleben               |                              | Principauté                                                                                 | 1252-1315/22                           |                     |                                                      | Principauté d'Anhalt                                                         | Principauté épiscopale de Halberstadt | | Saxe-Anhalt |
|                                   | Anhalt-Bernbourg             | Principauté                                                                                 | 1252-1468                              | Haute-Saxe          | A-K, A-Z                                             | Principauté d'Anhalt                                                         | | | Saxe-Anhalt |
|                                   | Anhalt-Bernbourg             | Duché                                                                                       | 1603-1863                              | Haute-Saxe          | A-D                                                  | Principauté d'Anhalt                                                         | | | Saxe-Anhalt |
|                                   | Anhalt-Bernbourg-Hartzgerode |                                                                                             |                                        |                     |                                                      |                                                                              | A-Z-H, Holzapfel | Principauté d'Anhalt-Dessau | Saxe-Anhalt |
| Anhalt-Bernbourg-Schaumbourg-Hoym |                              | Principauté                                                                                 | 1727-1812                              | Bas-Rhin-Westphalie |                                                      | A-Z                                                                          | Anhalt-Rosslau ou Anhalt-Zerbst | | Saxe-Anhalt |
|                                   | Anhalt-Dessau                | Principauté                                                                                 | 1396-1570                              | Haute-Saxe          |                                                      | Principauté d'Anhalt                                                         | Principauté d'Anhalt-Dessau | | Saxe-Anhalt |
| 1603-1807                         | Anhalt-Dessau                | Principauté                                                                                 |                                        |                     | Principauté d'Anhalt-Zerbst                          | Principauté d'Anhalt-Zerbst                                                  | | | Saxe-Anhalt |
|                                   | Anhalt-Dornbourg             | Principauté                                                                                 | 1667-1742                              |                     |                                                      | Principauté d'Anhalt-Bernbourg                                               | Principauté d'Anhalt-Bernbourg | | Saxe-Anhalt |
|                                   | Anhalt-Harzgerode            | Principauté                                                                                 | 1635-1709                              | Haute-Saxe          |                                                      | Principauté d'Anhalt                                                         | Principauté d'Anhalt-Dessau | | Saxe-Anhalt |
| Anhalt-Köthen                     | 1252-1468                    | Principauté                                                                                 |                                        |                     |                                                      | Principauté d'Anhalt                                                         | Principauté d'Anhalt-Dessau | | Saxe-Anhalt |
| Anhalt-Köthen                     | 1603-1803                    | Principauté                                                                                 | Haute-Saxe                             |                     | Principauté d'Anhalt-Köthen                          | Royaume de Prusse                                                            | | | Saxe-Anhalt |
|                                   | Anhalt-Köthen-Pless          | Principauté                                                                                 | 1765-1767                              |                     |                                                      | Principauté d'Anhalt-Zerbst                                                  | Principauté d'Anhalt-Dessau | | Saxe-Anhalt |
|                                   | Anhalt-Mühlingen             | Principauté                                                                                 | 1667-1796                              |                     |                                                      | Principauté d'Anhalt                                                         | Renommé : Anhalt-Köthen | | Saxe-Anhalt |
|                                   | Anhalt-Plötzkau              | Principauté                                                                                 | 1544-1553                              | Haute-Saxe          |                                                      | Principauté d'Anhalt                                                         | Principauté d'Anhalt-Zerbst | | Saxe-Anhalt |
| 1603-1665                         | Anhalt-Plötzkau              | Principauté                                                                                 |                                        | Haute-Saxe          | Principauté d'Anhalt-Zerbst                          | Principauté d'Anhalt-Köthen                                                  | | | Saxe-Anhalt |
|                                   | Anhalt-Rosslau               | Principauté                                                                                 | 1551-1570                              | Haute-Saxe          |                                                      | Principauté d'Anhalt-Dessau                                                  | Renommé : Anhalt | | Saxe-Anhalt |
| Anhalt-Zeitz-Hoym                 | 1718-1727                    | Principauté                                                                                 |                                        | Haute-Saxe          | Principauté d'Anhalt-Bernbourg                       | Renommé : Anhalt-Bernbourg-Schaumbourg-Hoym                                  | | | Saxe-Anhalt |
|                                   | Anhalt-Zerbst                | Principauté                                                                                 | 1396-1562                              | Haute-Saxe          |                                                      | Principauté d'Anhalt-Köthen                                                  | Principauté d'Anhalt-Dessau | | Saxe-Anhalt |
| 1603-1796                         | Anhalt-Zerbst                | Principauté                                                                                 |                                        | Haute-Saxe          | Principauté d'Anhalt                                 |                                                                              | Principauté d'Anhalt-Dessau | | Saxe-Anhalt |
|                                   | Anholt                       |                                                                                             | Seigneurie                             | 1317/43-1399        |                                                      |                                                                              | Principauté épiscopale d'Utrecht | Gemen | Rhénanie-du-Nord-Westphalie (Isselburg) |
|                                   | Anholt                       | Comté                                                                                       | 1621-1815                              |                     | Banc des comtes de Westphalie du collège des Princes |                                                                              | Royaume de Prusse | | Rhénanie-du-Nord-Westphalie (Isselburg) |
|                                   | Ansbach                      |                                                                                             | Ville impériale                        | 1268-1629           |                                                      |                                                                              | | | Bavière |
|                                   | Ansbach                      |                                                                                             | Principauté                            | 1398-1792           |                                                      |                                                                              | | | Bavière |
|                                   | Anvers                       |                                                                                             | Marquisat                              | 1008-1555           | Bourgogne                                            |                                                                              | | Duché de Brabant | Belgique (Anvers) |
|                                   | Aoste                        |                                                                                             | Comté                                  | 999-1026            |                                                      |                                                                              | Royaume d'Arles (principauté épiscopale d'Aoste) | Duché de Savoie | Italie (Val d'Aoste) |
|                                   | Aoste                        | Duché                                                                                       | 1310-1814                              |                     |                                                      |                                                                              | Royaume de Piémont-Sardaigne | | Italie (Val d'Aoste) |
|                                   | Appenzell                    |                                                                                             | Canton suisse                          | 1408/1513-1597      |                                                      |                                                                              | Abbaye de St Gall | Appenzell-Rhodes-Extérieures, Appelzell-Rhodes-Intérieures | Suisse |
|                                   | Appenzell Rhodes-Extérieures | 1597-1648                                                                                   | Canton suisse                          |                     |                                                      |                                                                              | Confédération des XIII cantons | | Suisse |
|                                   | Appenzell Rhodes-Intérieures | 1597-1648                                                                                   | Canton suisse                          |                     |                                                      |                                                                              | Confédération des XIII cantons | | Suisse |
|                                   | Apremont                     |                                                                                             | Seigneurie                             | Xe-XIIIe            |                                                      |                                                                              | | | Meuse (Apremont-la-Forêt) |
|                                   | Apremont                     | Comté                                                                                       | ?-1676                                 |                     |                                                      |                                                                              | Apremont-Lynden | | Meuse (Apremont-la-Forêt) |
| Apremont-Lynden                   |                              | Baronnie                                                                                    | 1307-1676                              | Bas-Rhin-Westphalie |                                                      |                                                                              | | | Meuse (Apremont-la-Forêt) |
| Apremont-Lynden                   |                              | Comté                                                                                       | 1676-1806                              |                     |                                                      |                                                                              | Wurtemberg | | Meuse (Apremont-la-Forêt) |
|                                   | Are                          |                                                                                             | Comté                                  | 1087?/1107-1144     |                                                      |                                                                              | Comté franc d'Ahrgau | Are-Are, Ate-Nürbourg, Are-Hochstaden | Rhénanie-Palatinat, Rhénanie-du-Nord-Westphalie |
| Are-Are                           | 1144-1210                    |                                                                                             | Comté                                  |                     | Are                                                  | Are-Nürbourg                                                                 | | | Rhénanie-Palatinat, Rhénanie-du-Nord-Westphalie |
| Are-Nürbourg                      | 1144-1290                    |                                                                                             | Comté                                  |                     | Are                                                  | Principauté archiépiscopale de Cologne                                       | | | Rhénanie-Palatinat, Rhénanie-du-Nord-Westphalie |
| Are-Hochstaden                    | 1144-1246                    |                                                                                             | Comté                                  |                     | Are                                                  | Principauté archiépiscopale de Cologne                                       | | | Rhénanie-Palatinat, Rhénanie-du-Nord-Westphalie |
| Are-Wickrath                      | 1162-1301                    |                                                                                             | Comté                                  |                     | Are-Hochstaden                                       | Duché de Gueldre                                                             | Pays-Bas | | |
|                                   | Aremberg                     |                                                                                             | Burgraviat                             | v.1279-1547         |                                                      | Collège des Princes.                                                         | | | Rhénanie-Palatinat (Aremberg) |
|                                   | Aremberg                     | Principauté                                                                                 | 1547-1644                              |                     |                                                      | Collège des Princes.                                                         | | | Rhénanie-Palatinat (Aremberg) |
|                                   | Aremberg                     | Duché                                                                                       | 1644-1803                              |                     | Duché d'Arenberg-Meppen, Prusse ?, Pays-Bas ?        | Collège des Princes.                                                         | | | Rhénanie-Palatinat (Aremberg) |
| Arenberg-Meppen                   | 1803-1806                    | Duché                                                                                       |                                        |                     | Duché d'Arenberg-Meppen (CR, jusqu'en 1815)          | Collège des Princes.                                                         | Rhénanie-du-Nord-Westphalie (Recklinghausen, Schleiden, Mechernich, Kerpern) ; Basse-Saxe (Meppen) ; Rhénanie-Palatinat (Mayschoss, Pelm, Fleringen, Gillenfeld) | | |
| [ 17 ]                            | Argovie                      |                                                                                             | Comté                                  | 750-1415            |                                                      |                                                                              | | Canton de Berne, Royaume de Haute-Bourgogne | Suisse (Argovie) |
|                                   | Arles                        |                                                                                             | Royaume                                | 1032-1378           |                                                      |                                                                              | Royaumes de Haute-Bourgogne et de Basse-Bourgogne | Principautés : Orange, Montbéliard ; principautés épiscopales : Sion, Bâle ; Duché de Zähringen ; comtés : Bourgogne, Savoie, Genève, Provence ; royaume de France (intégré de 1125 à 1349) | France (Ain, Alpes-de-Haute-Provence, Alpes-Maritimes, Ardèche, Bouches-du-Rhône, Doubs, Drôme, Gard, Hautes-Alpes, Haute-Saône, Haute-Savoie, Isère, Jura, Loire, Rhône, Savoie, Territoire de Belfort, Vaucluse, Var). |
|                                   | Arles                        | Allemagne (Bade-Wurtemberg), Suisse (Valais, Vaud, Genève, Berne), Italie (Vallée d'Aoste). | Royaume                                | 1032-1378           |                                                      |                                                                              | Royaumes de Haute-Bourgogne et de Basse-Bourgogne | Principautés : Orange, Montbéliard ; principautés épiscopales : Sion, Bâle ; Duché de Zähringen ; comtés : Bourgogne, Savoie, Genève, Provence ; royaume de France (intégré de 1125 à 1349) | |
|                                   | Arlon                        |                                                                                             | Comté                                  | v.950/663-1167      |                                                      |                                                                              | | | Belgique |
|                                   | Arlon                        | Margraviat                                                                                  | 1167-1226                              |                     |                                                      |                                                                              | Luxembourg puis Limbourg (1221) | | Belgique |
|                                   | Arnsberg                     |                                                                                             | Comté                                  | 1180-1368           |                                                      |                                                                              | Comté de Werl | Electorat de Cologne | Rhénanie-Palatinat ou Rhénanie-du-Nord-Westphalie ? |
|                                   | Arnstein                     | 1131-1294                                                                                   | Comté                                  |                     |                                                      |                                                                              | Falkenstein | Bavière | |
|                                   | Artois                       | 1337-1678 1477-1659                                                                         | Comté                                  | Bourgogne           |                                                      | Comté de Flandres                                                            | Royaume de France | France (Nord, Pas-de-Calais, Somme) | |
|                                   | Asch                         |                                                                                             | Seigneurie                             | 1146-1447           |                                                      |                                                                              | | Comté de Wurtemberg | Bade-Wurtemberg |
|                                   | Aschaffenbourg               |                                                                                             | Principauté                            | Xe-1806             |                                                      |                                                                              | Électorat de Mayence | Principauté d'Aschaffenbourg (CR) | Bavière |
|                                   | Asswiller                    |                                                                                             | Seigneurie                             | 962-XVIIIe          |                                                      |                                                                              | | | France (Bas-Rhin) |
|                                   | Auersperg                    |                                                                                             | Seigneurie                             | 1162-1550           |                                                      |                                                                              | Duché de Carniole | | Autriche (Neidling, Pyhra : Basse-Autriche ; Nussdorf am Haunsberg, Salzbourg ; Mühlbachl, Tyrol) |
|                                   | Auersperg                    | Baronnie                                                                                    | 1550-1630                              |                     |                                                      |                                                                              | | | Autriche (Neidling, Pyhra : Basse-Autriche ; Nussdorf am Haunsberg, Salzbourg ; Mühlbachl, Tyrol) |
|                                   | Auersperg                    | Comté                                                                                       | 1630-1664                              |                     |                                                      |                                                                              | | | Autriche (Neidling, Pyhra : Basse-Autriche ; Nussdorf am Haunsberg, Salzbourg ; Mühlbachl, Tyrol) |
|                                   | Auersperg                    | Comté princier                                                                              | 1664-1806                              |                     | Collège des Princes                                  |                                                                              | Grand-duché de Bade, Empire d'Autriche | Allemagne (Bade-Wurtemberg), Italie (Campo di Trens, Tentin-Haut-Adige), Slovénie (Velike Lašče, Basse-Carniole)                                                                            | |
| Auersperg-Aschönfeldscher         |                              |                                                                                             |                                        |                     |                                                      |                                                                              | | | |
| Auersberg-Zweig                   |                              |                                                                                             |                                        |                     |                                                      |                                                                              | | | |
|                                   | Augsbourg                    |                                                                                             | Ville libre d'Empire                   | 1276 - 1806         | Souabe                                               |                                                                              | Band souabe du Collège des Villes Libres | Royaume de Bavière | Bavière |
|                                   | Augsbourg                    |                                                                                             | Principauté épiscopale                 | 962-1802            | Souabe                                               |                                                                              | Banc des prélats rhénan du Collège des Princes | Royaume de Bavière | Bavière |
|                                   | Aulendorf                    |                                                                                             | Seigneurie                             | 1268-1629           | Souabe                                               |                                                                              | | | Bade-Wurtemberg |
|                                   | Autriche                     |                                                                                             | Margraviat                             | 976-1156            |                                                      |                                                                              | Duché de Bavière | Duché d'Autriche | Autriche (Vienne, Basse-Autriche, Haute-Autriche) |
|                                   | Autriche                     | Duché                                                                                       | 1156-1453                              |                     |                                                      | Margraviat d'Autriche                                                        | Archiduché d'Autriche | | Autriche (Vienne, Basse-Autriche, Haute-Autriche) |
|                                   | Autriche                     | Archiduché                                                                                  | 1453-1804                              | Autriche            | Collège des Princes                                  | Duché d'Autriche                                                             | Empire d'Autriche | | Autriche (Vienne, Basse-Autriche, Haute-Autriche) |
|                                   | Autriche                     |                                                                                             | Bailliage de l'Ordre teutonique        | Autriche            | 1236-1805                                            |                                                                              | Empire d'Autriche | Création | Autriche (Vienne, Basse-Autriche, Haute-Autriche) |
|                                   | Autriche antérieure          |                                                                                             | Territoires héréditaires des Habsbourg | Autriche            | 1379-1806                                            |                                                                              | Duché d'Autriche | Confédération suisse, Royaume de France, Électorat de Bade, Électorat de Bavière, Électorat de Wurtemberg, Empire d'Autriche                                                                | Allemagne (Bade-Wurtemberg), Autriche (Vorarlberg), France (Haut-Rhin, Territoire de Belfort) Suisse (Argovie) |
| Autriche intérieure               | 1379-XVIIIe siècle           |                                                                                             | Territoires héréditaires des Habsbourg | Autriche            | Duché d'Autriche                                     | Empire d'Autriche                                                            | Autriche (Carinthie, Styrie) Croatie Slovénie | | |

A intégrer ci-dessus :
| Blason         | Territoire         | Type       | Dates          | Cercle | Entité(s) précédente(s)         | Entité(s) suivante(s) | Pays actuel(s) et subdivision(s) |
|                | Aalst (Alost)      | Comté      | 1056-1165      |        | Pagus franc de Brabant          | Comté de Flandres     | Belgique                         |
|                | Arlon              | Comté      | v.950/663-1167 |        |                                 |                       | Belgique                         |
| Margraviat     | Arlon              | 1167-1226  |                |        | Luxembourg puis Limbourg (1221) |                       | Belgique                         |
|                | Aarberg            | Comté      | 1218-1367      |        |                                 |                       | Suisse (canton de Berne)         |
|                | Abensberg-Traun    | Seigneurie | XIIe-1564      |        |                                 |                       | Autriche (Haute-Autriche)        |
| Comté impérial | Abensberg-Traun    | 1564       | Souabe (1656)  |        |                                 |                       | Autriche (Haute-Autriche)        |
|                | Achalm             | Comté      | 979/1040-1250  |        |                                 | Fürstenberg           | Bade-Wurtemberg                  |
|                | Adendorf           | Seugneurie |                |        |                                 |                       | Basse-Saxe                       |
| Baronnie       | Adendorf           |            |                | Bade   | Bade                            |                       | Basse-Saxe                       |
| Comté          | Adendorf           |            |                |        |                                 |                       | Basse-Saxe                       |
| Principauté    | Adendorf           |            |                |        |                                 |                       | Basse-Saxe                       |
|                | Ahrweiler          | Comté      |                |        |                                 |                       | ?                                |
|                | Aichen             | Seigneurie |                |        |                                 |                       | Bavière                          |
|                | Albeck             | Seigneurie | 1081-1383      |        | Duché de Souabe                 | Ulm                   | Autriche (Carinthie)             |
|                | Albon              | Comté      | v.1032-v.1142  |        | Comté de Vienne                 | Dauphiné de Viennois  | France (Drôme)                   |
|                | Allerheiligen      | Abbaye     | 1049-1529      |        |                                 | Schaffhausen          | Bade-Wurtemberg                  |
|                | Aletzheim/Alesheim | Seigneurie | 1439-1697      |        | Seigneurie de Pappenheim        | Comté de Pappenheim   | Bavière                          |
|                | Allerberg          | Seigneurie |                |        |                                 |                       | Bavière                          |
|                | Alpes/Alpheim      | Comté      |                |        |                                 |                       |                                  |
|                | Altshausen         | Comté      |                | Souabe |                                 |                       | Bade-Wurtemberg                  |
|                | Alt-Bruchhausen    |            | 1180-1354      |        | Bruchhausen                     | Hoya                  | Rhénanie-Palatinat               |
|                | Alt-Eberstein      |            | 1085-1387      |        |                                 |                       | Bade-Wurtemberg (Baden-Baden)    |

### Sources
- (de) Karl Zeumer, Heeresmatrikel von 1422, Tübingen, Verlag von J.C.B. Mohr (Paul Siebeck), 1913, 2e éd. (1re éd. 1422).
- (de) Karl Zeumer, Reichsmatrikel von 1521, Tübingen, Verlag von J.C.B. Mohr (Paul Siebeck), 1913, 2e éd. (1re éd. 1521).
- (de) Verzeichnis der Reichskreise von 1532, Augsburg, Heinrich Steiner, 1532.
- (de) Reichsmatrikel beruhend auf den Beschlüssen des Nürnberger Exekutionstages, 1663, 3e éd.

### Cartes
- Cartes avec les frontières actuelles
- « Cartothèque »

- L'Empire de Charles Quint (XVIe siècle)
- « Assembler le Saint-Empire romain germanique : 1648 » sur YouTube

### Autres ressources
- (en) The Holy Roman Empire Association
- (en) Article sur Britannica
- Quizz sur les états de 1356